# Nitrolyse

RDX is een veel gebruikt explosief dat via nitrolyse van hexamine verkregen wordt.

Nitrolyse is een chemische reactie waarbij een binding verbroken wordt ("lysis") en tegelijkertijd een nitrogroep aan het molecuul gekoppeld wordt (NO2). Gebruikelijke reagentia voor deze reactie zijn salpeterzuur en acetylnitraat. Commercieel zijn de nitrolyses van hexamine tot nitramide en RDX ({\displaystyle {\ce {C3H6N6O6}}} of {\displaystyle {\ce {(O2NNCH2)3}}}) belangrijk. De laatste stof, een trinitramide, wordt veel toegepast als explosief.